# روبرتو کونتی
روبرتو کونتی (ایتالیایی: Roberto Conti؛ زادهٔ ۱۶ دسامبر ۱۹۶۴) دوچرخه‌سوار اهل ایتالیا است. وی در مسابقات تور دو فرانس و جیرو دیتالیا شرکت کرده است.